# Eemnesserweg 77 (Baarn)
De villa aan de Eemnesserweg 77 is een gemeentelijk monument in Baarn in de provincie Utrecht.
Leendert van der Schaar ontwierp het huis aan de Eemnesserweg in 1909 voor zichzelf. De villa heeft een symmetrisch ingedeelde gevel. De strekken boven de vensters bestaan uit groene verblendsteen. De vijfzijdige uitbouw loopt door tot aan de dakgoot.